# Joseph-Elzéar Morénas
Pour les articles homonymes, voir Morenas.
Joseph-Elzéar Morénas est un botaniste français, né le 28 août 1776 à Saint-Christol  et mort le 26 septembre 1830 à Mouri en Mingrélie (actuelle Géorgie). 
Orientaliste par passion, il devint antiesclavagiste par conviction.

## Biographie

### Enfance
Il naquit à Saint-Christol-d'Albion le 28 août 1776 de Christol Morénas et Louise Mézard, originaire d'Apt. Ce fut cette ville qu'il rejoignit dès qu'il fut en âge de faire ses études et il fut accueilli par son oncle maternel, un joaillier. Celui-ci voulant que son neveu puisse prendre sa boutique, dès qu'il eut 17 ans, l'envoya en apprentissage à Carpentras puis à Nîmes, en 1797.

### Séjour aux Indes
Alors âgé de 21 ans, il constate son peu de goût pour l'orfèvrerie et décide de monter à Paris. Il est accueilli chez les frères Huchet de Bordeaux qui lui présentent le général Decaen. Celui-ci, préparant un voyage aux Indes, accepte d'engager le jeune homme qui le rejoint en 1803. Au cours d'un séjour qui dura dix ans, il s'intéresse particulièrement aux langues parlées sur place et en particulier à l'hindoustani.

« Il établit, le premier, une définition exacte et précise de l'hindoustani, en assigna l'étendue, les limites, le caractère, les altérations qu'il a éprouvées et les différences qui le distinguent des autres idiomes parlés de l'Indus jusqu'au delta du Gange »

— C. F. H. Barjavel.
Ce savoir accumulé, lui permet de faire publier une véritable somme sous le titre : Des castes de l'Inde ou Lettres sur les Hindous à l'occasion de la tragédie du Paria de M. Casimir Delavigne. Suivies des notes sur les mots et les usages de l'Inde, dont il est fait mention dans cette tragédie. Terminées par les observations critiques sur les notes jointes à la traduction du voyage de Tone chez les Mahrattes et publiées en forme de glossaire par M. Langlès, professeur de persan, conservateur et administrateur des manuscrits orientaux de la Bibliothèque du Roi, membre de l'Institut, etc. par Joseph, ancien corsaire.
Il laisse sous forme de manuscrits un Dictionnaire hindoustani avec une grammaire et un recueil d'étymologies indiennes qu'il ne peut publier faute de ressource. Aux Indes, outre sa passion pour la linguistique, il s'intéresse de très près à tout ce qui a trait à l'agriculture et à la botanique. Le gouvernement n'ayant pas jugé utile et nécessaire de créer pour lui une chaire d'hindoustani, il postule à un poste au Sénégal.

### Séjours au Sénégal et à Haïti
Il y est donc envoyé au début de 1818 avec le titre d'agriculteur-botaniste et membre de la « Commission d'exploration ». Arrivé sur place, il est horrifié par l'esclavage et la traite des Noirs que couvraient les plus hauts fonctionnaires. Il demande à être rapatrié, ce qui lui est accordé en juillet 1818 et dès son retour, il dénonce publiquement l'implication de la France dans ces méthodes esclavagistes.
Face à l'accueil mitigé qu'avaient provoqué ses révélations, il préfère prendre un peu de distance et s'embarque pour Haïti. Sur place, il rencontre le président Boyer avec lequel il sympathisa, son père étant d'origine provençale. Ce séjour lui donne matière pour rédiger son second important ouvrage Projet d'une exploitation agricole pour introduire les végétaux étrangers qui peuvent supporter le climat de la France.

### Expériences botaniques
L'expérience agronomique qu'il avait accumulée dans ces trois pays tropicaux, l'incite à passer à la pratique en implantant en Provence des espèces bien sélectionnées. Il choisit le mûrier de prairie, l'indigotier, le caféier et le cotonnier. Jusqu'en 1825, il s'installe à Hyères où il met en place une plantation de mûrier avec l'espoir d'obtenir plusieurs récoltes de soie par an, fait tester le pistachier d'Alep, plus rentable selon lui que l'amandier, tente de substituer aux cépages ordinaires des raisins apyrènes de Malaga et de Corinthe, et fait des essais concluants de culture de la canne à sucre.

### Lutte contre l'esclavagisme
Le gouvernement ne le suit pas. Et pour cause, en même temps qu'il mettait en place ses expériences botaniques, il se lance dans la lutte contre l'esclavagisme. Pour y mettre fin et faire punir les négriers, il écrit une Pétition contre la traite des noirs, qui se fait au Sénégal et la présente à la Chambre des députés le 14 juin 1820. En dépit du soutien que lui apporte pour confirmer ses dires l'abbé Guidicelli, ancien préfet apostolique au Sénégal, en publiant « Observations sur la traite des noirs, en réponse au rapport de M. de Courvoisier sur la pétition de M. Morénas », il est renvoyé.
Lui et l'abbé sont traités d'imposteurs et menacés d'être traduits en justice comme calomniateurs pour avoir dénoncé comme négriers des agents de l'État. Morénas contre-attaque avec une Seconde pétition contre la traite des noirs, à nouveau présentée aux députés, le 19 mars 1821 et à la Chambre des Pairs le 26 du même mois.
Cette seconde requête n'ayant pas abouti, il quitte la Provence et retourne à Paris où il s'installe 55 rue de Vaugirard. Ce fut là qu'il se met à rédiger un véritable acte d'accusation qu'il publie en 1828, sous le titre Précis historique de la traite des noirs et de l'esclavage colonial. Il y argumente contre l'esclavage quitte à transformer la réalité historique en affirmant qu'il n'avait jamais été pratique courante chez les Égyptiens ou chez les Hindous.
Dans cet ouvrage, dédié à Jean-Pierre Boyer, le président d'Haïti, il décrit avec précision les trois formes d'esclavage alors pratiquées en Afrique noire. Il y a d'abord ceux qui deviennent esclaves pour dettes, ceux qui sont prisonniers de guerre, et enfin les esclaves de case, c'est-à-dire les enfants nés d'esclaves attachés au service de la maison de leur maître. Et surtout, il tient à ce qu'il soit illustré des trois portraits des antiesclavagistes Cyrille Bissette, Louis Fabien et Jean-Baptiste Volny qui venaient d'être condamnés aux galères à perpétuité par la Cour royale de Martinique.

### Séjour en Russie
Il fait parvenir son ouvrage au Ministère de la Marine en y joignant un mémoire dans lequel il propose de le charger d'une mission d'exploration au Sénégal. Sa demande reste sans réponse. Il revient à la charge en demandant cette fois d'être affecté en Corse afin d'y acclimater des espèces tropicales. Ce lui est refusé. Il pense alors s'exiler au Mexique. Ce projet devient caduc quand le général Antoine de Jomini, au service du tsar, le contacte à Paris pour lui proposer ses expériences botaniques en Russie.
Il part en 1829 en Géorgie où son acclimatation de nouvelles espèces végétales connait un tel succès qu'il a droit aux gros titres dans les journaux parisiens, en particulier dans l'édition du Journal du Commerce du 7 avril 1830 et dans celle du Moniteur du 10 avril].
Sa passion de l'exploration le reprend et il se lance dans une série d'excursions en dépit d'une fièvre tenace qui le mine. Il en succombe arrivé à Mouri en Mingrélie, le 26 septembre 1830. Il est inhumé dans l'église de la Nativité, à proximité de la ville, sur les rives de la rivière Tskhenitskhali. En reconnaissance, le tsar, Nicolas Ier fait à sa sœur une rente viagère de 1 200 roubles.

## Œuvres
- Seconde pétition contre la traite des noirs, présenté à la Chambre des Députés, le 19 mars 1821, Imprimerie de Mme Jeunehomme-Crémière, Paris.
- Des castes de l'Inde ou Lettres sur les Hindous, Imprimerie de Mme Jeunehomme-Crémière, Paris, 1822.
- Projet d'une exploitation agricole pour introduire les végétaux étrangers qui peuvent supporter le climat de la France, Éd. Moreau, Paris, n.d. (environ 1822)
- Précis historique de la traite des noirs et de l'esclavage colonial, Éd. Firmin Didot, Paris, 1828.
- Précis historique de la traite des noirs et de l'esclavage colonial, Éd. Slatkine Reprints, Genève, 1978,